# Mrocza
Mrocza (niem. Mrotschen) – miasto w Polsce w województwie kujawsko-pomorskim, w powiecie nakielskim, siedziba gminy miejsko-wiejskiej Mrocza. Według danych GUS z 31 grudnia 2022 r. Mrocza liczyła 4163 mieszkańców.

## Położenie
Miasto położone jest nad rzeką Rokitką, która znajduje się w dorzeczu Noteci, we wschodniej części Krajny, u granic Krajeńskiego Parku Krajobrazowego, w pasie Pojezierza Południowopomorskiego (w tym Pojezierza Krajeńskiego).

## Historia
Mrocza uzyskała prawa miejskie według prawa Magdeburskiego nadane przez króla Władysława Jagiełłę 17 sierpnia 1393 roku.
W latach 1975–1998 miasto administracyjnie należało do województwa bydgoskiego.

## Demografia
- Piramida wieku mieszkańców Mroczy w 2014 roku[2].

## Ludzie związani z Mroczą
- Franciszek Wesołowski (1935-2010) – lekkoatleta, specjalizujący się w biegach średniodystansowych
- Gerard Gramse (1944-2012) – lekkoatleta sprinter
- Adrian Zieliński (ur. 1989) – sztangista
- Tomasz Zieliński (ur. 1990) – sztangista
- Monika Marach (ur. 2004) – sztangistka

## Sport
W Mroczy funkcjonuje klub sportowy MGLKS Tarpan. Jego zawodnik Adrian Zieliński został mistrzem olimpijskim Letnich Igrzysk Olimpijskich 2012 w Londynie w podnoszeniu ciężarów w wadze do 85 kg, uzyskując w dwuboju 385 kg. Jego młodszy brat Tomasz także reprezentuje Polskę (i klub) na igrzyskach.
Monika Marach, sztangistka z tego samego klubu, zdobyła złoty medal na Mistrzostwach Polski w Podnoszeniu Ciężarów 2022 oraz srebrny medal w rwaniu oraz brązowy w dwuboju na Mistrzostwach Europy w Podnoszeniu Ciężarów 2022.

## Obiekty
W Mroczy znajduje się park imienia Władysława Jagiełły, pięcionawowy kościół z 1932, kamieniczki z końca XVIII, XIX i początku XX wieku, 2 cmentarze, szkoła podstawowa (1901–1903) i gimnazjum (1999). Znajduje się tu także duża sala gimnastyczna przy szkole podstawowej oraz druga sala przy gimnazjum oddana do użytku w 2007 roku. W maju 2013 oddano do użytku boisko wielofunkcyjne, tzw. orlik.